# Gustavo Sauer
Gustavo Affonso Sauer (Joinville, Santa Catarina; 30 d'abril de 1993) és un futbolista brasiler que juga com a davanter al Botafogo FR.

## Club
El febrer de 2016, Gustavo va ser cedit al Daejeon Citizen de la Lliga K Challenge per a la temporada 2016. Anteriorment, Gustavo havia estat cedit als equips brasilers Metropolitano i Paraná el 2015, i al Gandzasar Kapan armeni a la segona meitat del 2014.

### Botev Plovdiv
El 25 d'agost de 2017, Gustavo es va incorporar al Botev Plovdiv. Gustavo va debutar el 21 de setembre durant la victòria a domicili per 1-3 en els vuitens de final de la Copa de Bulgària contra el Lokomotiv Gorna Oryahovitsa.
El 24 de setembre Gustavo disputar el seu primer partit en la Primera Lliga de Futbol Professional (Bulgària) i va marcar un gol per a la victòria per 3-0 en el derbi davant el Lokomotiv Plovdiv.
L'11 de maig de 2018 Gustavo va tenir una actuació controvertida durant la victòria per 2-1 sobre Beroe Stara Zagora. Va assistir per al primer gol de João Paulo da Silva Araújo però després va ser expulsat per falta brutal contra Matheus Leoni.
Després d'una llarga sequera de gols, el 25 d'agost de 2018 Gustavo va marcar en l'últim minut per a la victòria per 0-2 a domicili sobre el FC Vitosha Bistritsa.

### Boavista FC
L'any 2018 s'incorpora al Boavista Futebol Clube de Porto, a Portugal.